# Keerploeg

Schema van een rondgaande keerploeg:
1. ploegboom
2. driepuntsophanging voor tractor
3. diepteregelaar
4. kouter
5. beitel
6. schaar
7. rister of strijkbord

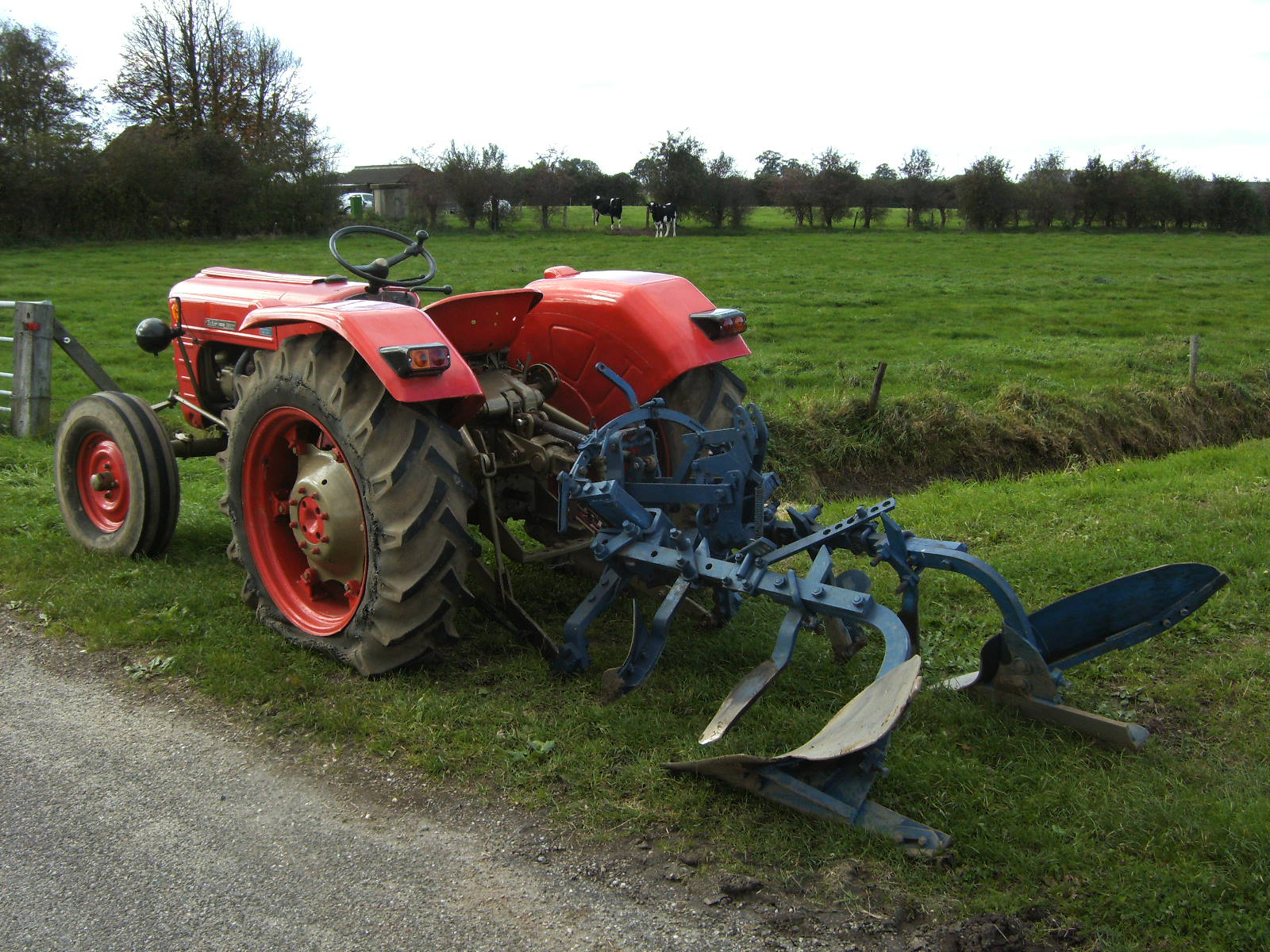
Wentelbare keerploeg uit ca 1960

De keerploeg was een belangrijke verbetering op landbouwgebied na de vele eeuwen lang gebruikte haakploeg. Een haakploeg woelt de grond slechts los, terwijl de keerploeg de bodem open snijdt en omkeert in de bij de vorige ploeggang gemaakte vore. De keerploeg heeft een doorslaggevende rol gespeeld bij de massale ontginningen vanaf het jaar 1000 in de Lage Landen.
Door de eeuwen heen ontwikkelde men veel verschillende keerploegen. Er zijn types met één of meerdere scharen en met verschillend gevormde risters en scharen. Ook de manier van diepte-instelling en beveiliging tegen overbelasting kan verschillen. 
Het basisprincipe is hiernaast in schema te zien. Een aan de ploegboom bevestigd mes, kouter genaamd, maakt eerst een verticale snede en vervolgens snijdt de ploegschaar, die soms nog voorzien is van een beitel, de zode van onderen los. De rister ofwel het strijkbord keert de zode om die vervolgens in de vore wordt gestort. Door het omgooien van de zode wordt het onkruid bestreden en vermengt de eventueel opgebrachte mest zich  met de gekeerde grond. 
De keerploeg ploegde dieper dan zijn voorganger de haakploeg. De bodem raakte hierdoor minder snel uitgeput waardoor van het tweeslagstelsel kon worden overgeschakeld op het drieslagstelsel. De keerploeg was vooral in gebruik in noordelijke gebieden met zware vochtige grond, waar de kans op uitdroging gering is. Een nadeel ten opzichte van de haakploeg was dat veel meer trekkracht nodig bleek. In Engeland werden soms wel acht ossen voor een ploeg gezet. Om die reden werd dan ook bij voorkeur paardentractie ingezet voor de kerende ploeg.
In de middeleeuwen was er in de droge Zuid-Europese situatie een voorkeur voor de 'heffende' werking van de haakploeg met ossentractie en het zigzagsgewijs op-en-neer ploegen. De losse bovenlaag beschermde na deze wijze van ploegen de ondergrond tegen uitdroging. Hiertegenover stond de kerende en rondgaande bewerking met behulp van paardentractie in Noord-Europa waar de grond vaak nat was. De rondgaande ploeg levert tussen velden een voor op die helpt bij de afwatering.
Een zwaar type keerploeg is de diepploeg. Deze ploeg wordt getrokken door tractoren op rupsbanden en heeft een diepgang tot soms meer dan een meter. Op deze wijze kan vruchtbare ondergrond naar boven worden gehaald. Bij het ontginnen van nieuwe landbouwgronden wordt deze manier van grondbewerking vaak toegepast.
Bij de zich steeds sterker ontwikkelende landbouwmechanisatie in de 20e eeuw speelde de keerploeg, nu vaak uitgevoerd met meerdere in spiegelbeeld gemonteerde wentelbare ploegbladen, een belangrijke rol. 

## Afbeeldingen

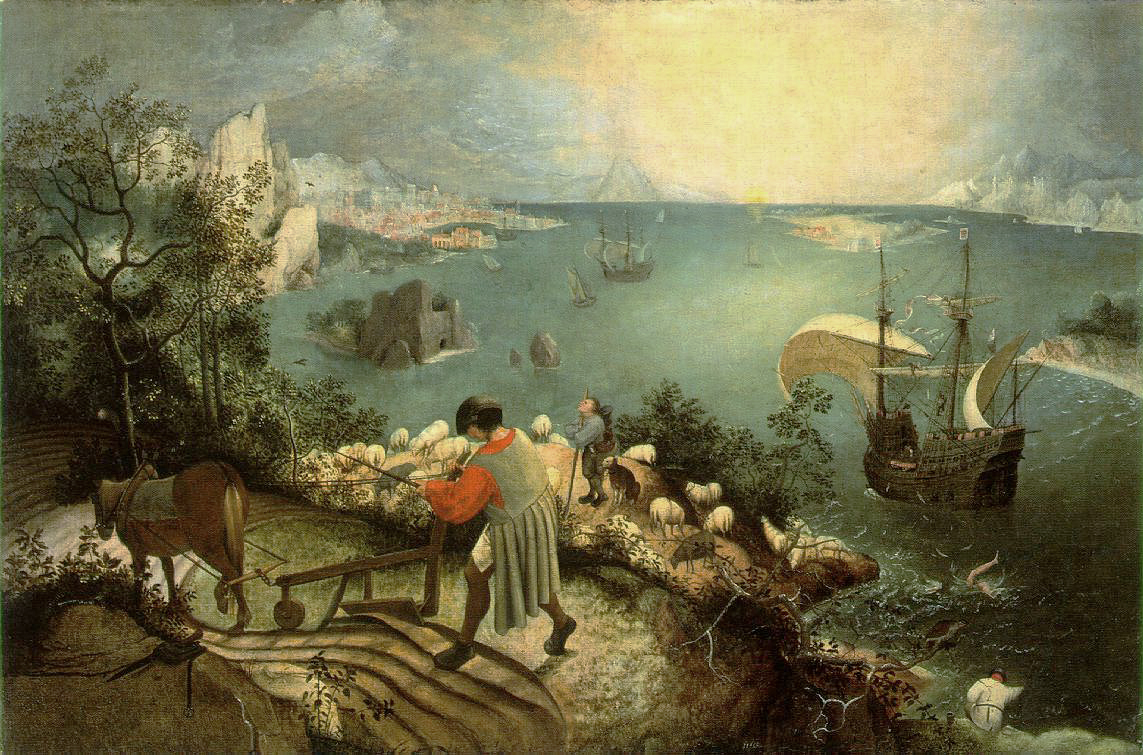
Zestiende-eeuwse keerploeg
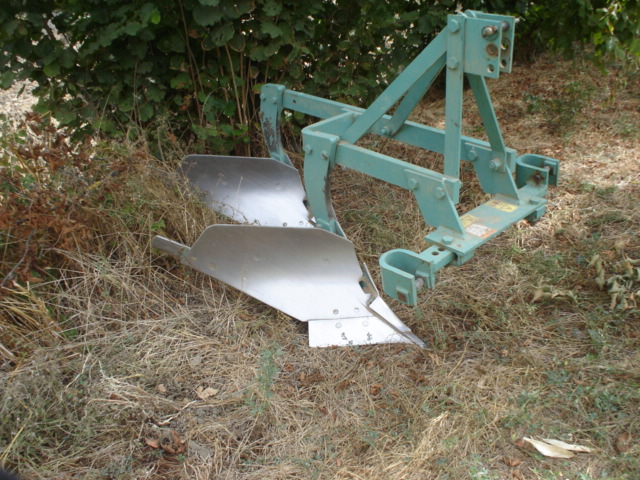
Rondgaande ploeg met driepuntsophanging
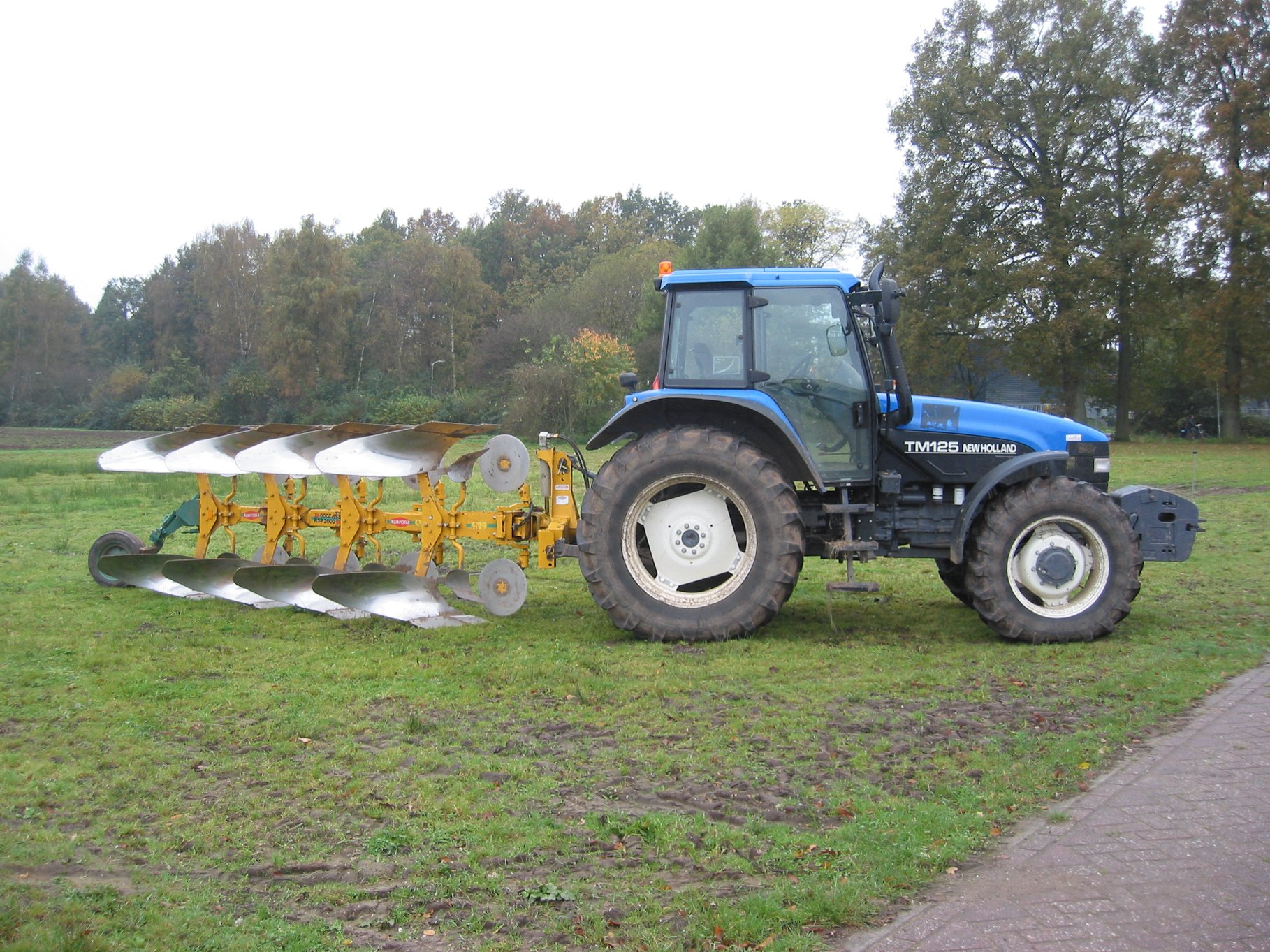
Vierscharige wentelploeg
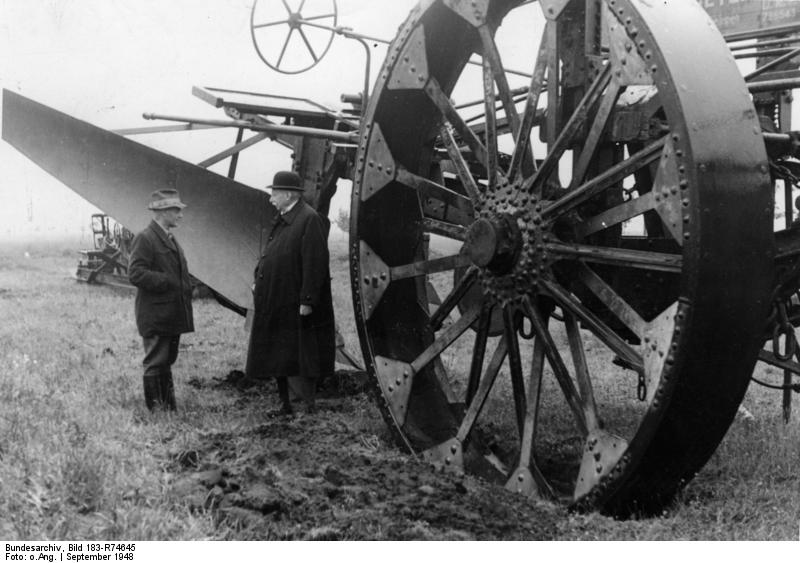
Diepploeg uit 1948 met diepgang van 1,2 m